# Anizotropowe nanocząstki metaliczne
Anizotropowe nanocząstki metaliczne – nanocząstki metaliczne o kształcie i właściwościach zależnych od kierunku. Do nanocząstek anizotropowych zalicza się m.in. nanopręty, nanotrójkąty, nanogwiazdki czy nanobipiramidy. Dla kontrastu, nanocząstki izotropowe, czyli niezależne od kierunku, mają kształt sferyczny.
Przyjmuje się, że nanomateriały, w tym nanocząstki, to obiekty, które przynajmniej w jednym wymiarze nie przekraczają 100 nm. Cechą unikatową wszystkich nanomateriałów jest to, że wykazują one odmienne właściwości fizykochemiczne niż ich makroskopowe odpowiedniki, co zapewnia im szeroką gamę zastosowań w wielu dziedzinach nauki i przemysłu. Wśród nanomateriałów możemy wyróżnić m.in. grupę materiałów węglowych (takich jak grafen, nanorurki, fulereny), nanocząstki półprzewodnikowe (kropki kwantowe) czy nanocząstki metaliczne (np. nanocząstki złota, nanocząstki srebra, nanocząstki miedzi).

## Właściwości optyczne
Fundamentalną cechą nanocząstek metalicznych, zapewniającą im wykorzystanie w elektronice czy optoelektronice, jest wykazywane przez nie zjawisko tzw. zlokalizowanego rezonansu plazmonów powierzchniowych (ang. localized surface plasmon resonance – LSPR). Polega ono na kolektywnych drganiach chmury elektronowej nanocząstki wzbudzanych działaniem fali elektromagnetycznej. Jeśli energia tych oscylacji dopasowana jest do energii fali elektromagnetycznej, dochodzi do zjawiska rezonansu. Dzięki temu nanocząstki mogą efektywnie absorbować padające na nie fale elektromagnetyczne o określonych długościach.
W przypadku nanocząstek sferycznych chmura elektronowa oscyluje izotropowo. Skutkuje to występowaniem w widmie absorpcyjnym jednego pasma plazmonowego dla tego rodzaju nanocząstek. Natomiast w przypadku nanocząstek anizotropowych oscylacje te ściśle zależą od kształtu. Przykładowo w widmie absorpcji nanocząstek o kształcie prętów obserwuje się występowanie dwóch pasm plazmonowych pochodzących od drgań wzdłuż i w poprzek nanocząstki. Na kształt i położenie tych pasm wpływa również wielkość nanocząstek, a także stosunek ich długości do szerokości (ang. aspect ratio – AR). Rozpatrując widma absorpcyjne sferycznych i quasi-sferycznych (np. dekahedralnych) nanocząstek jednego rodzaju, widać, że im większe są nanocząstki tym bardziej maksimum ich absorbancji przesunięte jest w kierunku dłuższych fal. Natomiast analizując widma absorpcji nanocząstek anizotropowych (takich jak pręty) można zauważyć, że położenie pasma plazmonowego pochodzącego od drgań wzdłużnych zależy od aspect ratio (AR). Im większe AR tym bardziej maksimum pochodzące od plazmonu wzdłużnego przesunięte jest w kierunku dłuższych fal.
Nanocząstki metaliczne o różnych kształtach i wielkościach mogą absorbować w dość szerokim zakresie długości fal. Zmieniając zatem kształt i wielkość nanocząstek, można stosunkowo łatwo sterować właściwościami plazmonowymi, co zapewnia elastyczność w wykorzystaniu materiałów, których budowa oparta jest na nanocząstkach.

## Metoda syntezy i mechanizmy wzrostu anizotropowych nanocząstek złota
Najpopularniejszą metodą syntezy nanocząstek anizotropowych opracowaną przez C. Murphy i in. jest wzrost poprzez zarodkowanie (ang. seed – mediated growth method). W pierwszym etapie syntezy otrzymuje się małe zarodki (sferyczne, ~ 2 nm średnicy) w wyniku redukcji prekursora złota (zazwyczaj HAuCl4) przy użyciu borowodorku sodu w obecności surfaktantu. Drugi etap polega na redukcji kolejnej porcji HAuCl4 w obecności surfaktantu i otrzymanych wcześniej zarodków oraz dodatkowych związków wpływających na kształt otrzymywanych nanocząstek. Obecnie opracowano wiele modyfikacji pierwotnej metody. Zawsze opierają się one o surfaktanty, stosowane jako związki stabilizujące i chroniące przed agregacją Co istotne, mają one również wpływ na kształt otrzymywanych nanocząstek. Wynika to z różnic strukturalnych, a konkretnie różnego poziomu oddziaływań z powierzchnią syntezowanych nanocząstek. W tego rodzaju syntezach najpowszechniej stosowanymi surfaktantami są bromek heksadecylotrimetyloamoniowy – CTAB, chlorek heksadecylotrimetyloamoniowy – CTAC i chlorek benzylodimetyloheksadecyloamoniowy – BDAC.
Kolejnym czynnikiem determinującym kształty nanocząstek są wspomniane „dodatki”, czyli inne związki poza prekursorem, używane w trakcie syntez. Przykładami są azotan srebra (AgNO3, używany przy syntezie nanoprętów i bipiramid złota), jodek sodu (NaI, który sprzyja uzyskiwaniu zbliźniaczonych krystalitów Au niezbędnych w syntezie nanotrójkątów złota) oraz kwas askorbinowy (który służy jako czynnik redukujący prekursor złota z III do I stopnia utlenienia w drugim etapie syntezy, nie doprowadzając do powstawania nowych zarodków krystalizacji Au).
Zmiana ilości użytego kwasu askorbinowego wpływa na kinetykę reakcji redukcji, a zatem i na kształt powstających struktur. Zwiększając ilość czynnika redukującego, zwiększa się szybkość redukcji jonów złota, co prowadzi do wzrostu nanocząstek o morfologii kinetycznie bardziej korzystnej (lub mniej korzystnej termodynamicznie). Zatem im większa ilość użytego czynnika redukującego, tym wyższa energia powierzchniowa sieci krystalicznej powstających nanocząstek.
Kolejnym kluczowym czynnikiem jest struktura krystaliczna zarodków otrzymywanych w pierwszym etapie syntezy, która definiuje strukturę krystaliczną finalnych nanocząstek. Wyróżnia się zarodki monokrystaliczne, dwukrystaliczne oraz polikrystaliczne. Zarodki monokrystaliczne otrzymuje się w wyniku redukcji prekursora złota przy użyciu borowodorku sodu w obecności surfaktantu, a zarodki dwu- i polikrystaliczne otrzymuje się, poddając dalszym modyfikacjom zarodki monokrystaliczne. By otrzymać zarodki dwukrystaliczne, redukuje się prekursor złota w obecności zarodków monokrystalicznych, surfaktantu oraz NaI. Natomiast zarodki polikrystaliczne otrzymuje się przede wszystkim poprzez dodatek kwasu cytrynowego. Wydajność polikrystalizacji, a więc i większą monodyspersyjność otrzymywanych później nanocząstek, można poprawić poprzez kondycjonowanie zarodków w temperaturze ok. 80 °C i użycie jako surfaktantu CTAC-u, który słabiej oddziałuje z powierzchnią złota, co ułatwia dostęp jonów cytrynianowych do ich powierzchni.